# Пастухов, Дмитрий Тимофеевич
Дми́трий Тимофе́евич Пастухо́в (1923—1949) — старший сержант Рабоче-крестьянской Красной Армии, участник Великой Отечественной войны, Герой Советского Союза (1945).

## Биография
Дмитрий Пастухов родился 8 марта 1923 года в селе Сентелек (ныне — Чарышский район Алтайского края). После окончания семи классов школы работал в газете. Учился в Бийском педагогическом училище. В июне 1941 года Пастухов был призван на службу в Рабоче-крестьянскую Красную Армию. С ноября того же года — на фронтах Великой Отечественной войны. В боях пять раз был ранен.
К апрелю 1945 года гвардии старший сержант Дмитрий Пастухов был помощником командира взвода инженерно-минной роты 22-й гвардейской мотострелковой бригады 6-го гвардейского танкового корпуса 3-й гвардейской танковой армии 1-го Украинского фронта. Отличился во время штурма Берлина. 24 апреля 1945 года Пастухов совершил 12 рейсов через канал Тельтов, переправляя советских бойцов и командиров, а обратно эвакуируя раненых. Его лодка неоднократно была пробита, однако, заделав на ходу пробоины, продолжал выполнять боевую задачу. В бою лично уничтожил 2 вражеских солдат. В дальнейшем во главе отделения Пастухов проделал несколько проходов в немецких минных полях, лично обезвредил 14 мин.
Указом Президиума Верховного Совета СССР от 27 июня 1945 года за «образцовое выполнение боевых заданий командования на фронте борьбы с немецкими захватчиками и проявленные при этом мужество и героизм» гвардии старший сержант Дмитрий Пастухов был удостоен высокого звания Героя Советского Союза с вручением ордена Ленина и медали «Золотая Звезда» за номером 7850.
После окончания войны Пастухов был демобилизован. Проживал и работал в селе Чарышское Алтайского края. Тяжело болел туберкулёзом. Скоропостижно скончался 7 апреля 1949 года в Бердском туберкулёзном санатории в Новосибирской области. Похоронен в Бердске.
Был также награждён орденами Отечественной войны 2-й степени, Красной Звезды и Славы 3-й степени, рядом медалей.
В честь Пастухова названа улица в Бердске.